# Isla Grande de Brăila
La isla Grande de Brăila (en rumano: Insula Mare a Brăilei o Balta Brăilei) es una isla fluvial de Rumania localizada en el río Danubio, en el condado de Brăila (Brăilei). Tiene una longitud promedio de 60 km y 20 km de ancho, con una superficie total de 710 km². Los dos brazos de río que separan la isla de la parte continental son Macin y Cremenea.
En la actualidad, 681,3 km² (el 94,6% de la superficie de la isla) están ocupados por terrenos agrícolas de los cuales 70,84 km² son de regadío y están protegidos por un dique con una longitud de 23,5 km. En la isla hay dos comunas, Frecăţei y Măraşu, que tienen cerca de 5.000 habitantes.
Solía ser una serie de pantanos, hasta que el régimen comunista las hizo secar y construyó presas utilizando el trabajo forzado de los presos políticos (muchos de los cuales murieron) y lo transformó en una zona agrícola. Había cinco "campos de reeducación" en Grădina, Lunca, Salcia, Stoieneşti y Strâmba Veche. El terreno resultó ser fértil y fue declarado por el gobierno de entonces un "éxito del comunismo en Rumanía".